# Атаров, Николай Сергеевич
Николай Сергеевич Атаров (25 августа 1907 — 12 сентября 1978) — русский советский прозаик, редактор, фронтовой корреспондент.

## Биография
Окончил среднюю школу № 5 во Владикавказе. В 1928 окончил литературный факультет Горского педагогического института, в 1930 Высшие курсы усовершенствования преподавателей искусствоведения в Ленинграде.
С 1930 Атаров работал в журнале «Наши достижения», а с 1936 выступал также как автор рассказов. В 1937 вышла его первая повесть «Начальник малых рек». С 1940 член СП СССР. Во время войны был фронтовым корреспондентом.
С 1947 член КПСС. В 1948—1956 Атаров входил в редколлегию «Литературной газеты», где заведовал отделом внутренней жизни. В 1955—1956 Атаров был первым главным редактором журнала «Москва», но лишился этой должности после критики за отход от партийной линии.

В простых, непритязательных рассказах Атарова, действие которых происходит большей частью в наши дни, ощущается стремление автора к психологизации. Серьёзную полемику вызвала его убедительно написанная «Повесть о первой любви» (1954), в которой он описывает первую чистую школьную любовь под угрозой грязного мещанского руководства школы и комсомола. Атаров способствовал этой повестью возрождению русской литературы после смерти Сталина, не только избрав любовь в качестве центральной темы, но и отказавшись от положительного героя и розового оптимизма. В повести «А я люблю лошадь» (1970) Атаров ведёт рассказ от лица ребёнка в маленьком городке, показывая как ребёнок страдает, не находя любви в семье, и ищет утешения в любви к животным. В критических статьях Атарова (в частности, о В. Гроссмане, В. Катаеве, К. Паустовском) ощущается понимание ценности подлинной литературы.

Похоронен вместе с женой в Москве на Донском кладбище (колумбарий).

## Семья
- Жена: Магдалина Зиновьевна Дальцева (1907—1984) — писательница.
- Дочь: Ксения Николаевна Атарова (род. 1943) — филолог, литератор, переводчик.

## Книги
- Начальник малых рек, 1937
- Настоящее время, 1939
- Дворец Советов, М., 1940
- Магистральная горка, 1953
- Смерть под псевдонимом, 1957
- Повесть о первой любви, 1959 (по произведению снят одноимённый фильм)
- Не хочу быть маленьким, 1967
- А я люблю лошадь, 1970 (по мотивам повести снят фильм «Хомут для Маркиза»)
- Три версты берёзовой аллеи, 1971
- Дальняя дорога. М. 1977.